# Rokuan rautatie
Rokuan rautatie (rokujská železnice; známá též jako Lastenmaan rautatie neboli železnice země dětí) je 3,3 km dlouhá úzkorozchodná dráha v oblasti Rokua na území obce Utajärvi ve Finsku. Železnice byla otevřena v červnu 1986. Rozchod kolejí je 900 mm. Spojuje hotel Rokuanhovi s Rokujským fitness centrem, největším fitcentrem v severním Finsku. Dráha je postavena v morénovém a dunovém terénu a na každém z konců trati se nachází smyčka. Na trati není žádná mezistanice.

## Vlak
Vlak sestává z lokomotivy a jediného vagonu. Lokomotiva je dieselová hydraulická DHL-15 vybavená 37,5 kilowattovým motorem. Lokomotiva váží asi 5 tun. Vagon má 24 míst k sezení a dveře jen na jedné straně.